# Alvøen

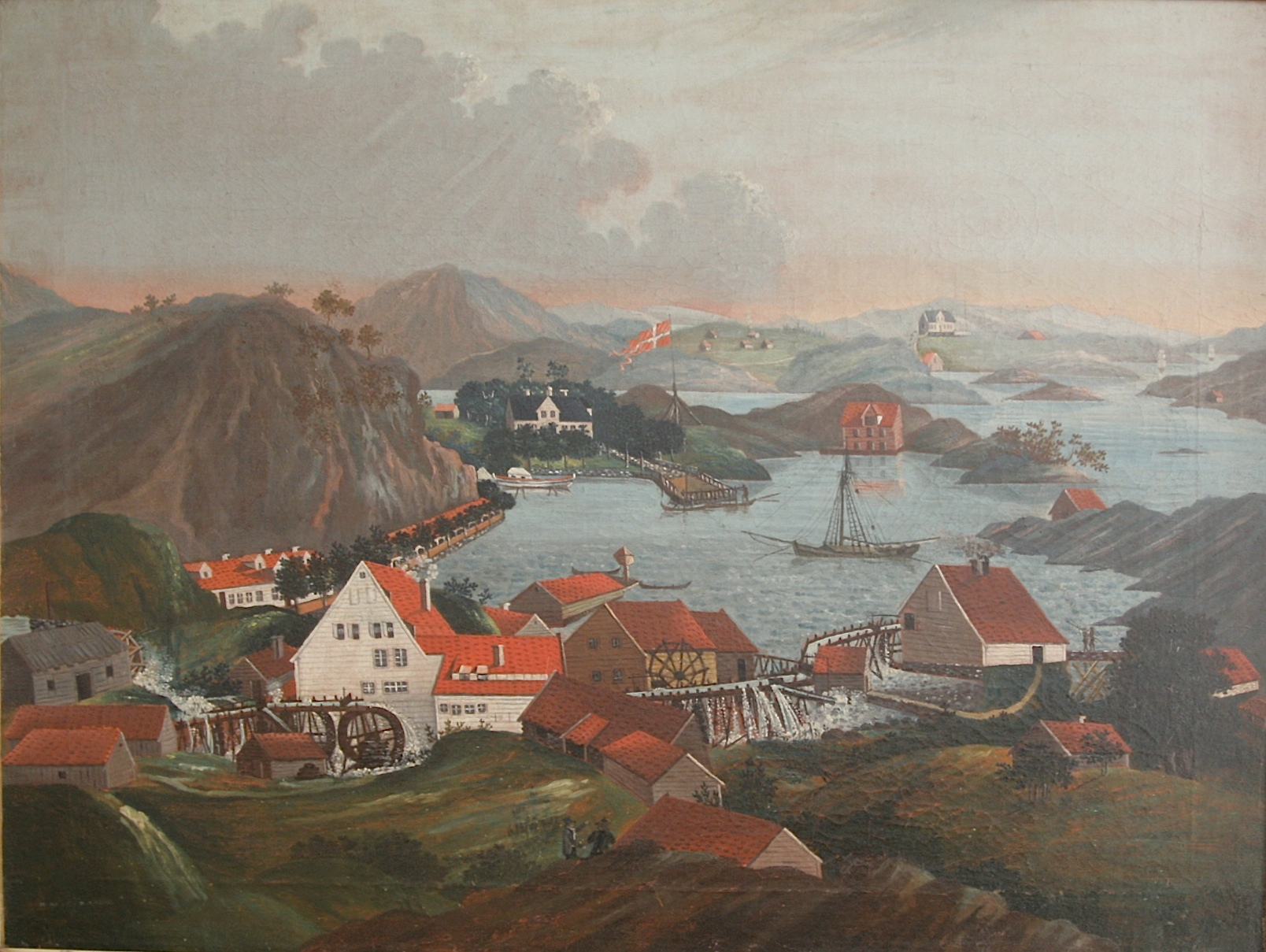
Alvøen um 1808, Bild von Johan Christopher Johnsen

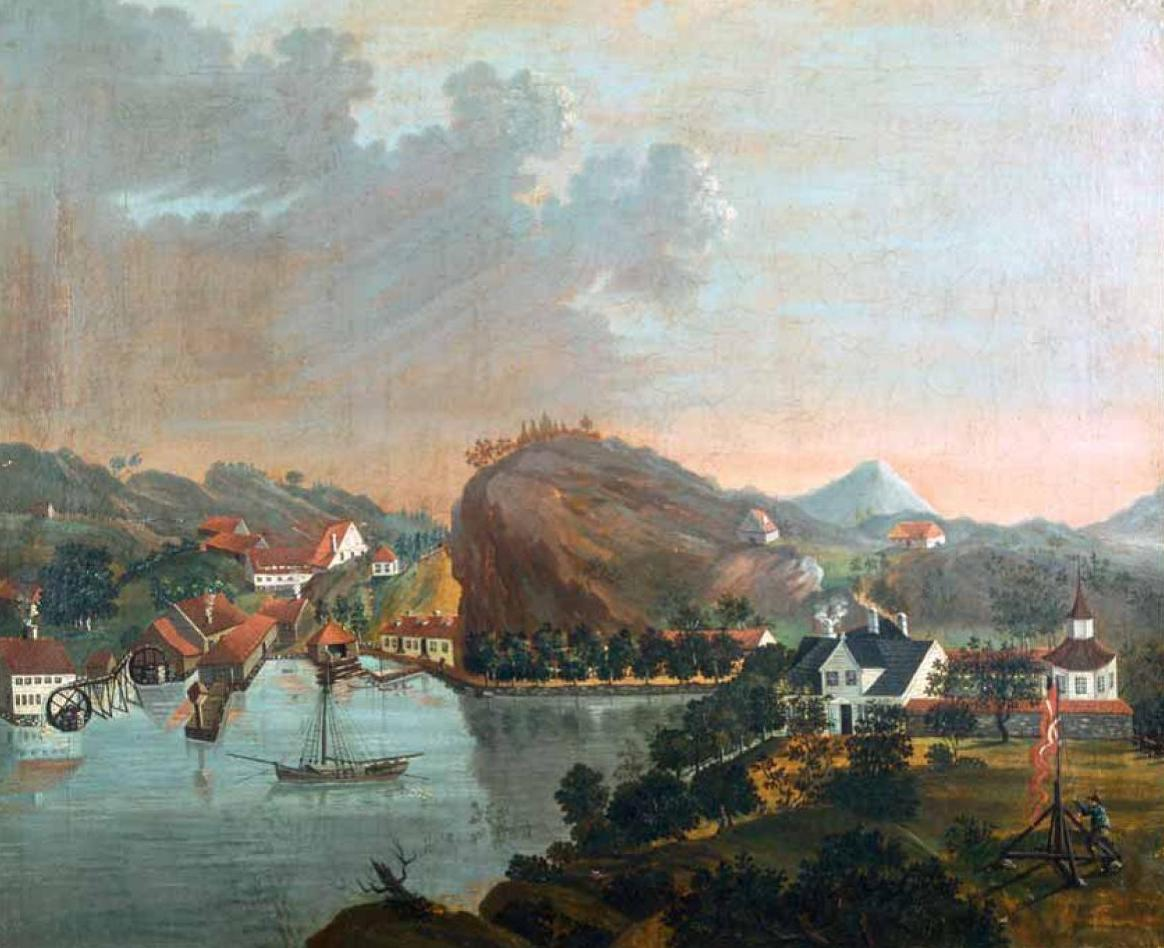
Alvøen um 1808, Bild von Johan Christopher Johnsen

Alvøen ist ein ehemals bedeutender Industriestandort in der norwegischen Stadt Bergen. Mit seinem Herrenhaus, den rund 40 Arbeiterhäusern und den Fabriken gilt es als das älteste und am besten bewahrte Industrieviertel im Land. Alvøen befindet sich ganz im Westen der Stadt im Stadtteil Laksevåg an der Bucht Alvepollen. Das Gebiet erstreckt sich über 2,78 Quadratkilometer und hatte am 1. Januar 2012 683 Einwohner.

## Geschichte
Ab 1626 betrieben Hans Sørensøn, Jacum Bunde und Claus von Rechen die Korn- und Pulvermühle am Ort. Als die Pulvermühle 1631 explodierte, brannte auch die Kornmühle nieder. Beide wurden wieder aufgebaut, doch die Pulvermühle explodierte weitere Male. Ab dem 19. Jahrhundert weitete sich die Produktion in Alvøen aus und eine Ölmühle, Drahtmühle sowie eine Farbenmühle, Papiermühle und eine Werft kamen hinzu. Nachdem in den 1880er Jahren das Dynamit erfunden wurde, schloss man 1886 die Pulvermühle. Viele der anderen Produktionen wurden ebenfalls zugunsten der Papierfabrik eingestellt.
Während der 350-jährigen Industriegeschichte entstanden mehrere Fabriken. Zu den ältesten Gebäuden gehört die  Schmiede, mit dick gemauerten und geweißelten Wänden, und ein Bürohaus aus der Zeit um 1730. Die Arbeiterhäuser stammen aus dem 19. Jahrhundert. Sie gehörten noch bis 1981 zum Besitz der ansässigen Papierfabrik und wurden 1983 unter Ensembleschutz gestellt. Heute gehören sie hauptsächlich den ehemaligen Arbeitern der Siedlung und deren Nachfahren. Viele der Häuser sind restauriert.
Am 16. Mai 1808 ereignete sich während des Kanonenbootskrieg der Koalitionskriege in der Nähe des Orts das Seegefecht vor Alvøen. Der Bautastein für die im Seegefecht vor Alvøen Gefallenen in der Bergener Innenstadt erinnert hieran.

## Alvøens Papierfabrik

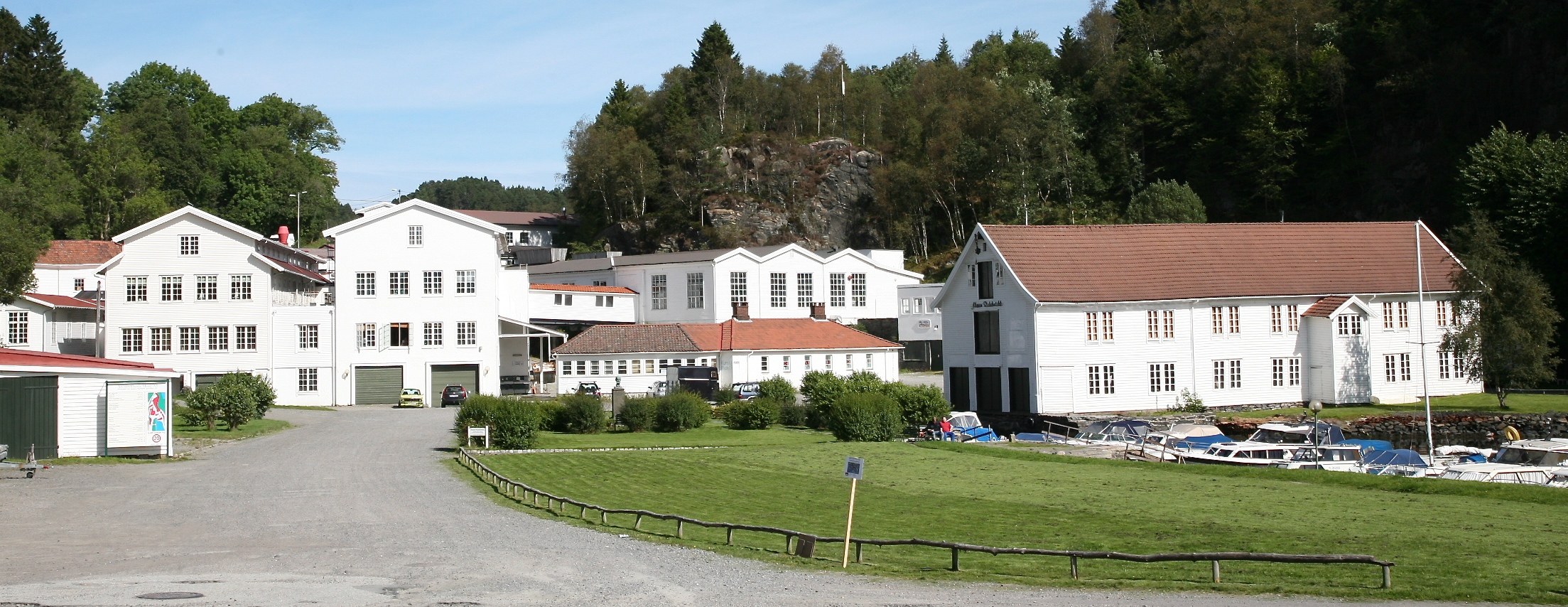
Papierfabrik

Didrich Jansen Fasmer kaufte von 1744 bis 1754 weiteres Land in Alvøen auf. Dort entstand die Papierfabrik Alvøen Papirfabrikk A/S. Sie produzierte von 1797 bis 1981 in Alvøen und war die älteste Papierfabrik des Landes. Sie stellte Hadernpapier, ein holzfreies, aus Cellulosefaser bestehendes Papier her. Anfangs zählten Dokumentpapier, Schreibpapier und gröberes Papier zum Sortiment. Später spezialisierte sich die Firma auf feineres Qualitätspapier. 1864 wurde die Erste von zwei Papiermaschinen installiert, die aus Holzmasse Papier produzierte. Eine der Papiermaschinen befindet sich nun im Norsk Teknisk Museum. Ab 1888 stellte man, anfangs noch sporadisch, von 1908 bis 1987 regelmäßig, Schecks und Banknoten für die Norges Bank her.
Das Unternehmen Alvøen Gamle Mølle A/S ist der direkte Nachfolger der Papirfabrikk A/S. Die Namensänderung erfolgte 1998, als Hendrik Jan Fasmer und seine Kinder die Aktien von den übrigen Familienmitgliedern übernahmen. Seit 1987 existiert eine Zusammenarbeit mit dem niederländischen Unternehmen Van Gelder mit Sitz in Apeldoorn. Dieser Konzern stellt unter anderem das Briefpapier Alvøens Bøttepost 1797 aus sehr feinem Hadernpapier her.

## Das Hauptgebäude Alvøen

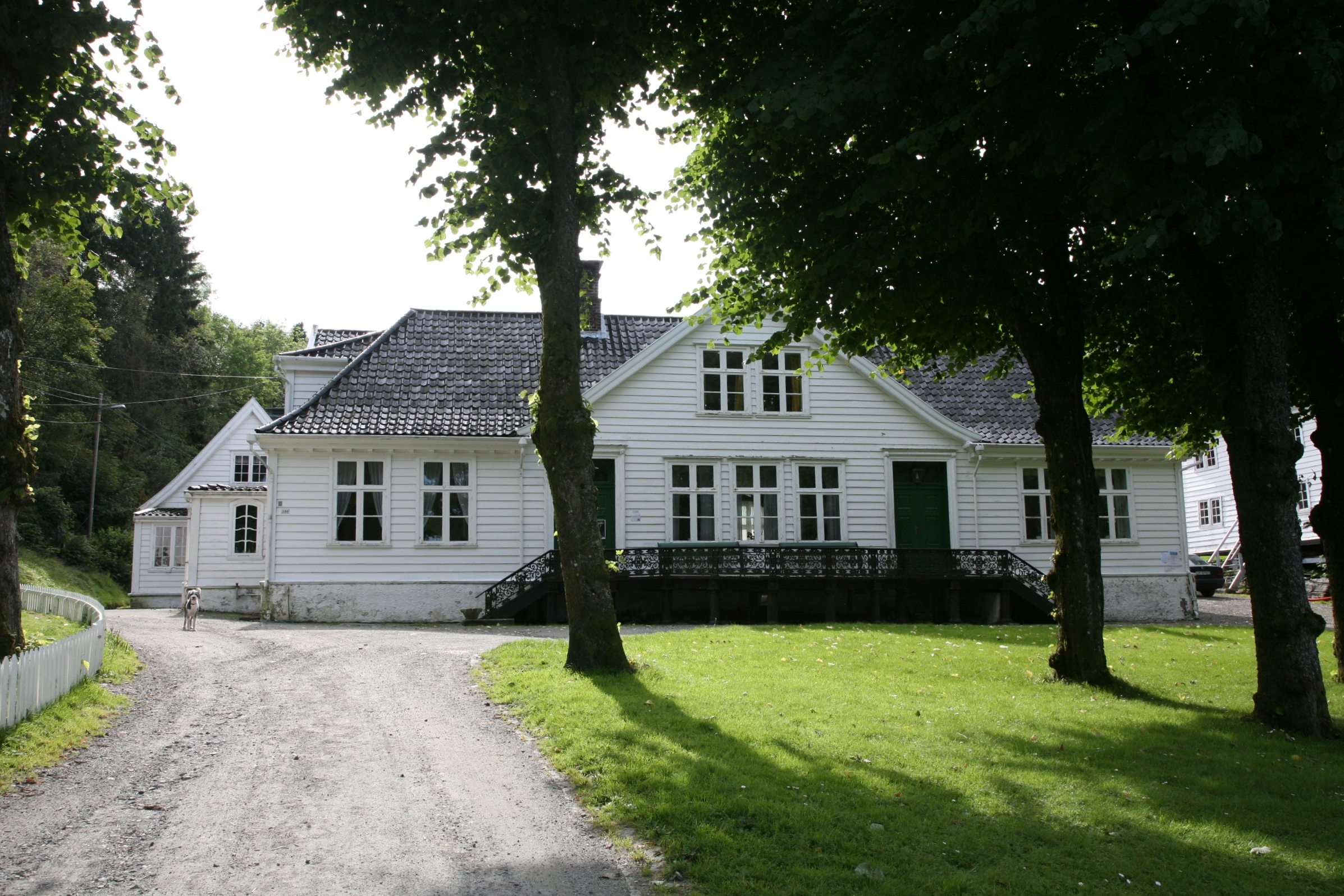
Herrenhaus Alvøen

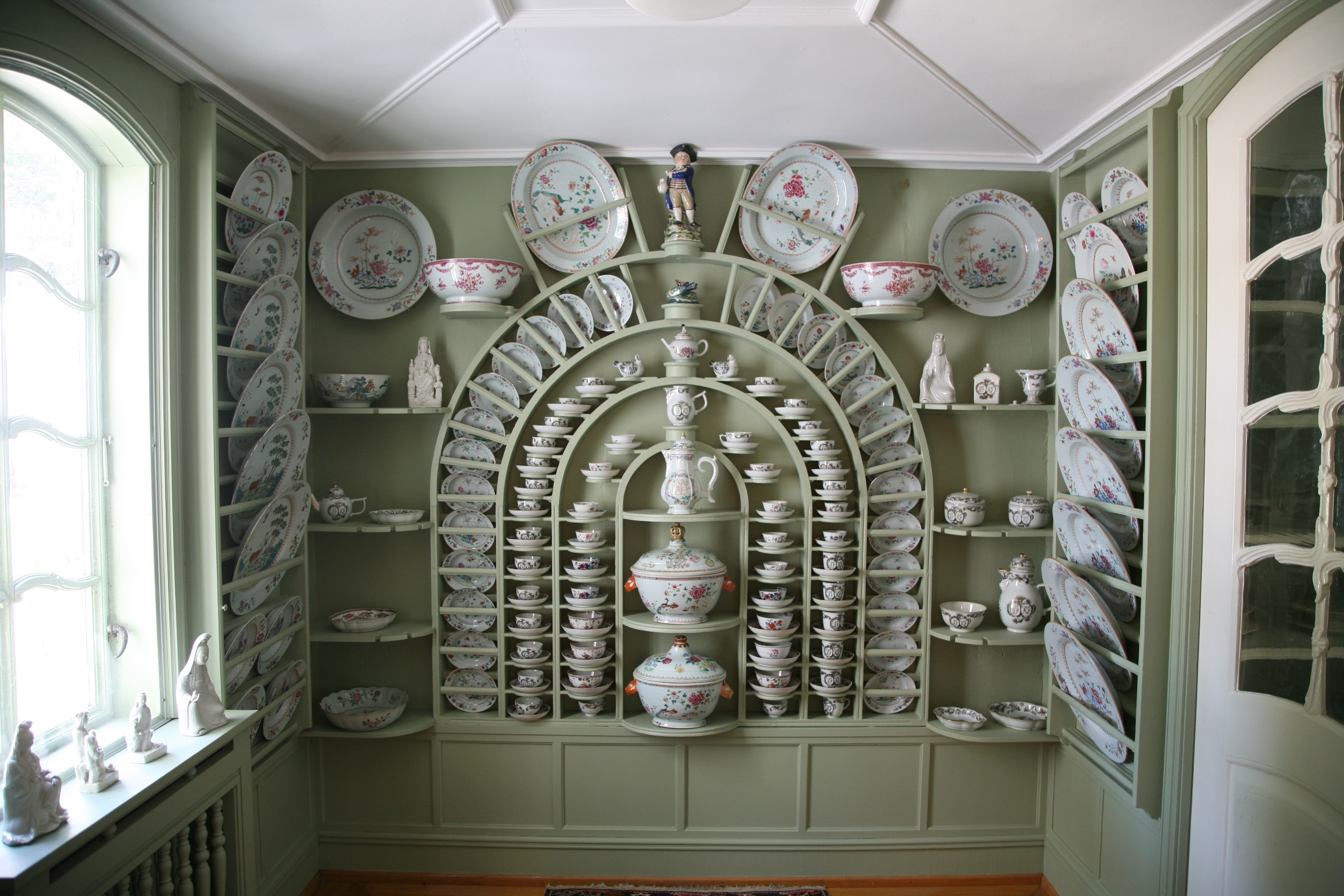
Porzellanzimmer

Das in den 1790er Jahren erbaute Herrenhaus befindet sich außerhalb der Siedlung auf der anderen Seite des Fähranlegers. Das eingeschossige Haus wurde im Rokokostil entworfen, mit zwei Flügelanbauten und Mittelgiebel. Ursprünglich sollte es als Lusthaus genutzt werden, war jedoch bis 1808 ständiger Wohnsitz der Familie. Seine heutige Form im Stil des Empire erhielt es nach einem Umbau im Jahr 1830 von Hendrik J. Fasmer. Zwischen 1931 und 1932 wurde es abermals vergrößert und modernisiert.
Seit 1923 steht das Haus unter Denkmalschutz. 1953 wurde eine Stiftung für das Haus eingerichtet, die verantwortlich für den Betrieb und Erhaltung des Gebäudes war. 1982 wurde sie vom Vestlandske Kunstindustrimuseum übernommen, das 1983 ein Museum im Haus eröffnete. Seit 2005 wird es vom Bymuseet i Bergen verwaltet.
Im Haus sind viele Gegenstände aus dem Besitz der Familie Fasmer ausgestellt. Die Möbel stammen aus dem 18. und 19. Jahrhundert. Die Wände sind mit französischen Landschaftstapeten mit Jagdszenen geschmückt. Im Porzellanzimmer befindet sich das chinesische Porzellan.